# Krasny Jar (Omsk, Ljubinski)
Krasny Jar (russisch Кра́сный Яр) ist eine Siedlung städtischen Typs in der Oblast Omsk in Russland mit 5133 Einwohnern (Stand 14. Oktober 2010).

## Geographie
Der Ort liegt etwa 40 km Luftlinie nordwestlich der Stadtmitte des Oblastverwaltungszentrums Omsk an einem Altarm des Irtysch, etwa 4 km von dessen heutigem Ufer. Der Altarm trägt als jetziger See den Namen Stariza, was im Russischen auch „Altarm“ bedeutet.
Krasny Jar gehört zum Rajon Ljubinski und befindet sich 17 km nordöstlich von dessen Verwaltungszentrum, der Siedlung städtischen Typs Ljubinski. Es ist Sitz und einzige Ortschaft der Stadtgemeinde Krasnojarskoje gorodskoje posselenije.

## Geschichte
Der Ort wurde 1752 als Vorposten der Omsker Festung gegründet. Sein Name steht im Russischen für „Rotes“ oder „Schönes Steilufer“, je nach Interpretation, letzteres nach einer veralteten Wortbedeutung. Anfangs wurden dort Bauern aus dem am gegenüberliegenden Ufer des Irtysch befindlichen Dorf Tschernolutschje angesiedelt, das bereits seit 1670 besteht.
Größere Bedeutung erlangte der Ort ab den 1930er-Jahren, als dort zwischen 1936 und 1939 eine große Molkerei und später andere Betriebe der Landwirtschaft und Lebensmittelindustrie entstanden. 1957 wurde der Status einer Siedlung städtischen Typs verliehen.

### Bevölkerungsentwicklung
| Jahr | Einwohner |
| ---- | --------- |
| 1959 | 3046      |
| 1970 | 3748      |
| 1979 | 4310      |
| 1989 | 4826      |
| 2002 | 5387      |
| 2010 | 5133      |

Anmerkung: Volkszählungsdaten

## Verkehr
Südlich an der Siedlung führt die föderale Fernstraße R402 von Tjumen nach Omsk vorbei, auf diesem Abschnitt Teil der Europastraße 30. Dort zweigen in südwestlicher Richtung die Regionalstraße 52K-24 ins Rajonzentrum Ljubinski sowie nach Nordosten die dem linken Irtysch-Ufer über Sargatskoje und Bolscheretschje nach Tara folgende Regionalstraße 52K-4 ab.
Die nächstgelegene Bahnstation Ljubinskaja befindet sich in Ljubinski an der Transsibirischen Eisenbahn. Von dort führt eine Güteranschlussstrecke nach Krasny Jar.